# Cirkus Medici
Cirkus Medici är en teaterföreställning av Anders Nyman.

## Handling
Direktör Anolfo Medici kämpar för sin cirkus överlevnad. Med tjurskallig envishet håller han fast vid de klassiska numren och idealen. Men till slut tvingas han kapitulera inför tidens och publikens krav på nya sensationer. Motvilligt låter han förevisa det udda objekt som erbjudits honom; en konstgjord människa, en medeltida homunculus. Dock uppstår problem, ryktena växer. Det påstås att efter varje föreställning ska de ha försvunnit människor ur publiken.
Cirkus Medici ställer frågor om vår söndervittrande samtid. Vem har längre råd med anständighet? Vad är ett människoliv värt? Ett drama om överlevnad. Moralisk och materiell. Men också en berättelse om ungdomlig kärlek och uppvaktnande.